# دالنی (باشقیرستان)
دالنی (انگلیسی: Dalny, Republic of Bashkortostan) یک شهرک در شهرستان چیشمینسکی در استان باشقیرستان کشور روسیه است.